# 2-butyn
2-butyn, dimethylacetyleen of crotonyleen (C4H6) is een alkyn. Het is een kleurloze en vluchtige vloeistof met een onaangename en indringende geur. 2-butyn is een isomeer van 1-butyn.

## Synthese
2-butyn kan gesynthetiseerd worden door de SN2-reactie tussen methyljodide en propynylnatrium (het natriumzout van propyn):
{\displaystyle {\ce {CH3I + C3H3Na -> C4H6 + NaI}}}
Hierna wordt het reactiemengsel afgekoeld tot −78 °C met droogijs, waardoor kristallisatie van zowel 2-butyn als natriumjodide optreedt. Door toevoegen van water lost het natriumjodide op en kan 2-butyn als olieachtige vloeistof gedecanteerd worden.

## Toepassingen
2-butyn kan gepolymeriseerd worden. Verder is de drievoudige binding reactief genoeg om additiereacties met halogenen aan te gaan.